# ニジュウマルな放課後
ニジュウマルな放課後は、エフエム香川で2007年4月5日から2008年3月27日まで毎週木曜20:00 - 20:55に放送されていたラジオ番組である。

## 備考
- 開局20周年の一年間限定番組。
- 2007年9月23日には公開録音が行われた。
- 終了後、ニジュウマルな放課後Xとして2016年3月まで放送された。

## コーナー

### 学メシ探検隊
- 香川県内の中学・高校の給食を岡と立神が取材する。夏休み中は休止される。

#### 訪問した学校
2007年
- 4月12日:香川県立坂出高等学校
- 4月19日:香川県立高松南高等学校
- 4月26日:高松市立国分寺中学校
- 5月3日:香川誠陵中学校・高等学校
- 5月10日:香川県立坂出商業高等学校
- 5月17日:丸亀市立飯山中学校
- 5月24日:高松市立塩江中学校
- 5月31日:香川県大手前高松中学校・高等学校
- 6月7日:丸亀市立綾歌中学校
- 6月14日:寒川高等学校 (私立)
- 6月21日:香川県立香川中央高等学校
- 6月28日:香川県立高松商業高等学校
- 7月5日:さぬき市立大川第一中学校
- 7月12日:高松工業高等専門学校
- 7月19日:高松市立屋島中学校
- 7月26日:高松大学・高松短期大学
- 9月13日:専門学校禅林学園
- 9月20日:高松市立桜町中学校
- 9月27日:高松市立城内中学校
- 10月4日:東かがわ市立引田中学校
- 10月11日:高松中央高等学校
- 10月18日:高松市立下笠居中学校
- 10月25日:高松市立香南中学校
- 11月1日:さぬき市立長尾中学校
- 11月8日:詫間電波工業高等専門学校
- 11月15日:さぬき市立志度中学校
- 11月22日:香川県立高松工芸高等学校
- 11月29日:英明高等学校
- 12月6日:さぬき市立天王中学校
- 12月13日:香川県立高松高等学校
- 12月20日:高松市立木太中学校

2008年
- 1月10日:香川県立飯山高等学校
- 1月17日:香川県立善通寺西高等学校
- 1月24日:坂出第一高等学校
- 1月31日:香川県立高瀬高等学校
- 2月7日:高松市立紫雲中学校
- 2月14日:高松市立香東中学校
- 2月21日:高松市立庵治中学校
- 2月28日:尽誠学園高等学校
- 3月13日:高松中央高等学校

### コンビニ前の英会話〜今日の会話
- アラン・アーネスト・ウルフが講師を務める。

### もえる!投稿魂
- 男女混合ラブ川柳
  - リスナーの川柳を紹介する。評価によってアントニオ猪木の応援歌「炎のファイター」やオフコースの「さよなら」などが流れる。
  - 番組開始〜2007年9月27日

- 木曜妄想委員会
  - オカえもん、犬、クリスマスなどに対してのセリフを言う。
  - 2007年10月4日〜2007年12月27日
- 私は最強宣伝マン
  - 商品のキャッチコピーを考える。Xでは「私が最強宣伝マン」として継続。
  - 2008年1月3日〜番組終了

## 過去のコーナー

### 放課後お仕事相談室
- 職業のプロフェッショナルをゲストに迎えるインタビューコーナー。

取り上げた職業
- 4月5日:美容師
- 4月12日:ブライダルコーディネーター
- 4月19日:カーライフアドバイザー
- 4月26日:理学療法士
- 5月31日:看護師
  - 番組開始〜2007年5月31日

### 部活体験隊
- 各高校の部活動を取材する。

訪問した学校
- - 8月9日:寒川高等学校ゴルフ部
  - 8月16日:香川県立農業経営高等学校馬術部
  - 8月23日:高松第一高等学校合唱部
  - 8月30日:香川県立小豆島高等学校相撲部

## ノベルティ
- 缶バッジ（ラジ男学ランバージョン）
  - 3人が気に入ったネタのみ送られる。

## その他
- 月刊タウン情報かがわにポッドキャストを行うことが書かれていたが実施されていなかった。